# Paul Chelimo
Paul Kipkemoi Chelimo (ur. 27 października 1990 w Iten, w Kenii) – amerykański lekkoatleta specjalizujący się w biegach długich. Do 2015 roku reprezentował Kenię.
W 2013 startował na uniwersjadzie w Kazaniu, gdzie zajął 6. miejsce na dystansie 1500 metrów oraz zdobył srebrny medal w biegu na 5000 metrów.
W 2014 dołączył do United States Army. Od czerwca 2015 może reprezentować Stany Zjednoczone na międzynarodowych zawodach.
W 2016 zajął 7. miejsce na dystansie 3000 metrów podczas halowych mistrzostw świata w Portland. W lipcu tego samego roku zdobył brąz mistrzostw USA, dzięki czemu uzyskał kwalifikację na igrzyska olimpijskie w Rio de Janeiro. Podczas igrzysk sięgnął po srebrny medal w biegu na 5000 metrów, zostając pierwszym od czasu Boba Schula (Tokio 1964) Amerykaninem, który wywalczył olimpijski krążek na tym dystansie. W 2017 zdobył natomiast brązowy medal podczas mistrzostw świata w Londynie. W 2021 sięgnął po olimpijski brąz na igrzyskach w Tokio.
Stawał na najwyższym stopniu podium mistrzostw USA. Złoty medalista czempionatu NCAA.

## Osiągnięcia
| Rok  | Impreza                   | Miejsce        | Konkurencja    | Lokata      | Wynik    | Kraj              |
| ---- | ------------------------- | -------------- | -------------- | ----------- | -------- | ----------------- |
| 2013 | Uniwersjada               | Kazań          | bieg na 1500 m | 6. miejsce  | 3:40,41  | Kenia             |
| 2013 | Uniwersjada               | Kazań          | bieg na 5000 m | 2. miejsce  | 13:37,09 | Kenia             |
| 2016 | Halowe mistrzostwa świata | Portland       | bieg na 3000 m | 7. miejsce  | 8:00,76  | Stany Zjednoczone |
| 2016 | Igrzyska olimpijskie      | Rio de Janeiro | bieg na 5000 m | 2. miejsce  | 13:03,90 | Stany Zjednoczone |
| 2017 | Mistrzostwa świata        | Londyn         | bieg na 5000 m | 3. miejsce  | 13:33,30 | Stany Zjednoczone |
| 2018 | Halowe mistrzostwa świata | Birmingham     | bieg na 3000 m | eliminacje  | DQ       | Stany Zjednoczone |
| 2018 | Puchar interkontynentalny | Ostrawa        | bieg na 3000 m | 1. miejsce  | 7:57,13  | Stany Zjednoczone |
| 2019 | Mistrzostwa świata        | Doha           | bieg na 5000 m | 7. miejsce  | 13:04,60 | Stany Zjednoczone |
| 2021 | Igrzyska olimpijskie      | Tokio          | bieg na 5000 m | 3. miejsce  | 12:59,05 | Stany Zjednoczone |
| 2023 | Mistrzostwa świata        | Budapeszt      | bieg na 5000 m | 15. miejsce | 13:30,88 | Stany Zjednoczone |

## Rekordy życiowe
- bieg na 1500 metrów – 3:39,33 (2016)
- bieg na 3000 metrów (stadion) – 7:31,57 (2017)
- bieg na 3000 metrów (hala) – 7:39,00 (2016)
- bieg na 5000 metrów – 12:57,55 (2018)
- bieg na 10000 metrów (stadion) – 27:12,73 (2023)